# Bernd Baumgart
Bernd Baumgart (3 de julio de 1955) es un deportista de la RDA que compitió en remo. Participó en los Juegos Olímpicos de Montreal 1976, obteniendo una medalla de oro en la prueba de ocho con timonel.

## Palmarés internacional
| Juegos Olímpicos | Juegos Olímpicos  | Juegos Olímpicos | Juegos Olímpicos |
| Año              | Lugar             | Medalla          | Prueba           |
| ---------------- | ----------------- | ---------------- | ---------------- |
| 1976             | Montreal (Canadá) | Medalla de oro   | Ocho con timonel |